# Alicja Maria Klimaszewska
Alicja Maria Klimaszewska (ur. 23 stycznia 1936 w Wilnie) – filolog, działacz społeczny na Litwie. 
Absolwentka Szkoły Średniej nr 5, jedynej po II wojnie światowej wileńskiej placówki oświatowej z polskim językiem nauczania. W 1956 roku ukończyła Instytut Nauczycielski w Nowej Wilejce, w 1960 zaocznie – Instytut Pedagogiczny w Wilnie. Pracowała jako nauczycielka w szkołach Wileńszczyzny i Wilna, a także w księgarniach polskich. Z inicjatywy Jerzego Waldorffa wspólnie z Haliną Jotkiałło, Olgierdem Korzenieckim i Jerzym Surwiło założyła Społeczny Komitet Opieki nad Starą Rossą, którego jest od 1990 roku prezesem (obecnie honorowym). O swoim życiu opowiadała w programach cyklu dokumentalnego "Notacje" emitowanych w TVP (pt. Dusza i serce zostaną w Wilnie i Zostaliśmy w Wilnie, reż. Krzysztof Tadej). 
W 2002 roku odznaczona przez ministra kultury i dziedzictwa narodowego RP odznaką honorową „Zasłużony dla Kultury Polskiej”. W 2014 roku odznaczona przez Fundację Kronenberga Nagrodą im. Profesora Aleksandra Gieysztora. W 2016 otrzymała odznaczenie Sejmu Republiki Litewskiej za działalność społeczną, rozwój, dbałość i badanie kultury narodowej, za ochronę dziedzictwa kulturowego i pielęgnowanie oraz promowanie tradycji. W tym samym roku z rąk mera Wilna Remigijusa Šimašiusa odebrała statuetkę św. Krzysztofa - nagrodę miasta Wilna. W 2018 roku otrzymała Doroczną Nagrodę Ministra Kultury i Dziedzictwa Narodowego RP, którą odebrała z rąk ministra Piotra Glińskiego w Wilnie w listopadzie tego samego roku. W 2018 prezydent RP Andrzej Duda przyznał jej Krzyż Oficerski Orderu Zasługi Rzeczypospolitej Polskiej. 
W 2012 została odznaczona Złotym Krzyżem Zasługi.